# Алжирска партия за демокрация и социализъм
Алжирска партия за демокрация и социализъм (на арабски: الحزب الجزائري من أجل الديمقراطية والاشتراكية) е комунистическа политическа партия в Алжир.
Печатен орган на партията е Le Lien des Ouvriers et Paysans.